# 徐俊英
徐俊英（韓語：서준영，1987年4月24日—），韓國男演員，本名金尚久（김상구）。
拍攝尹健《分手吧》MV出道，擔任權相佑的少年時期，巧合的是這個角色的名字也叫做徐俊英。《餅乾老師星星糖》是他第一部拍攝的電視劇，但因為演技不符合導演需求，尚未拍攝完畢就在劇中以「留學」為理由，提前離開劇組，出道多年演過不少作品，卻一直沒有受到太大關注。2010至2011年間，藉由兩部獨立電影《旋風》、《守望者》和古裝劇《樹大根深》、日日劇《逆轉千金》知名度才上升。

## 出演作品

### 電視劇
- 2005年：SBS《餅乾老師星星糖》飾演 朴載仁
- 2005年：SBS《嫁給百萬富翁》飾演 金泰勳
- 2006年：KBS《1年10班》
- 2007年：KBS《比天高比地厚》飾演 宋志民
- 2006年：SBS《淵蓋蘇文》飾演 淵獻誠
- 2007年：KBS《魔王》飾演 姜傲秀（少年）
- 2007年：SBS《錢的戰爭-番外篇》
- 2007年：MBC《蘿蔔泡菜》飾演 鄭東民
- 2008年：KBS《大王世宗》飾演 首陽大君
- 2008年：KBS《大姐姐》
- 2009年：KBS《即使恨也要再愛一次》飾演 李正熏（少年）
- 2009年：KBS《不能結婚的男人》
- 2009年：MBC《魂》飾演 申柳（少年）
- 2010年：KBS《Drama Special－可怕的家伙和鬼和我》
- 2010年：KBS《九尾狐的復仇》飾演 李天宇
- 2010年：SBS《媽媽的慾望》飾演 李康少
- 2011年：SBS《樹大根深》飾演 廣平大君
- 2011年：KBS《逆轉千金》飾演 紀運燦
- 2012年：SBS《致美麗的你》飾演 河勝利
- 2013年：KBS《Drama Special－天狼星》
- 2013年：E Channel《失業救助羅曼史》飾演 黃浣夏
- 2013年：KBS《王家一家人》飾演 光璞的初中同學（客串）
- 2013年：KBS 2 TV 周五剧《夫妇诊所：爱情和战争2》飾演 申佑英
- 2014年：KBS《Drama Special－哭婢》飾演 潤秀
- 2014年：SBS《秘密之門》飾演 申興福
- 2014年：MBN《天國的眼淚》飾演 李紀賢／車星潭
- 2015年：tvN《Super Daddy 烈》飾演 申宇赫
- 2015年：TV朝鮮／tvN《偉大的故事－離散家庭的故事》飾演 民修
- 2015年：OCN《能看見鬼的警察處容2》飾演 李在勳
- 2015年：SBS《六龍飛天》飾演 姜燦聖（客串）
- 2015年：SBS《你的窺視》飾演 柳敏宇
- 2016年：KBS《天上的約定》飾演 姜泰俊
- 2016年：tvN《又，吳海英》飾演 相親對象（客串）
- 2016年：KBS《Beautiful Mind》飾演 李相軍（客串）
- 2023年：KBS《是金 是玉》飾演 琴剛山
- 2024年：MBC《勇敢無雙龍水晶》飾演 呂懿株
- 2025年：KBS 2TV《女王之家》飾演 金道侖

### 電影
- 2005年：《彼得潘的公式》飾演 容基
- 2006年：《女教授的隱秘魅力》飾演 朴錫圭（青年）
- 2010年：《旋風》飾演 金泰勳
- 2011年：飾演 東允
- 2014年：《徬徨之刃》飾演 朴賢秀
- 2014年：《竊竊私語》飾演 秀賢
- 2015年：《Bitch Heart Asshole》飾演 買山寨貨的客人（特別出演）
- 2015年：《女子，男子》
- 2015年：《拳法刑警：中國城》飾演 高正赫
- 2015年：《Speed》飾演 李秋元
- 2016年：《房間裡的大象》飾演 ID-五花肉
- 2016年：《如何分手》飾演 蝴蝶
- 2016年：《開放式Your Eyes》飾演 慶秀
- 2016年：《尾行》飾演 在元
- 2017年：《素描》飾演 全相範
- 2017年：《失蹤2》飾演 宋憲
- 2018年：《存在證明》（主角）
- 2020年：《為了申皇帝》飾演 申皇帝
- 2021年：《山茶花》飾演 黃貴泰

### MV
- 2005年：尹健《分手吧》[3]（與權相佑、宋承憲、金喜善）
- 2005年：SG Wannabe《罪與罰》[4]（與韓銀貞、河錫辰）
- 2005年：SG Wannabe《活著》（《罪與罰》續集，與韓銀貞、河錫辰）
- 2007年：M TO M《漆黑》（與柳仁英）
- 2008年：SG Wannabe《La La La》（與柳仁英）
- 2010年：Daybreak《喜歡》（與李敏智）

## 綜藝節目
- 2012年：SBS《強心臟》EP113、114

## 獲獎
- 2009年：首爾獨立電影節－獨立明星賞（旋風）
- 2011年：第19屆大韓民國文化演藝大賞－電影部門 新人演技賞（守望者）
- 2023年：KBS演技大獎 - 日日劇部門 男子優秀演技獎《是金 是玉》

## 腳註
1. ↑  INTERVIEW－Actor Seo Jun-young[永久] 10asia（英文）
2. ↑  出自《強心臟》EP113
3. ↑  《悲傷戀歌》OST，飾演權相佑的少年時期。
4. ↑  StyLe《幸福的起點》之原曲

## 外部連結
- NAVER （页面存档备份，存于）
- 徐俊英的X（前Twitter）
- 徐俊英的Instagram帳戶
- 徐俊英在互联网电影资料库（IMDb）上的資料（英文）
- 徐俊英在时光网上的簡介（简体中文）
- 徐俊英在豆瓣上的资料（简体中文）